# Xandros Corporation
Xandros Corporation is een bedrijf dat een reeks commerciële Linuxdistributies verzorgt. Een voorbeeld hiervan is Xandros Desktop OS, een distributie die erom bekendstaat dat het zich richt op de zakelijke en gemiddelde gebruiker. De naam Xandros is afgeleid van het X Window System en het Griekse eiland Andros.

## Geschiedenis
Het bedrijf is in mei 2001 door Linux Global Partners opgericht en heeft zijn hoofdkwartier in New York. De distributies zijn gebaseerd op Corel Linux, die op zijn beurt is afgeleid van het distributiesysteem van Debian. Corel Linux en het erbij behorende team van ontwikkelaars werden in augustus 2001 van Corel opgekocht, toen Corel had besloten de markt van Linuxdistributies te verlaten. Xandros Corporation is tevens medeoprichter van het Desktop Linux Consortium.
In juli 2007 kocht Xandros Corporation Scalix, een op Linux gebaseerd e-mail- en samenwerkingsproduct, dat is gebaseerd op HP OpenMail.

## Producten
Xandros Corporation maakt producten voor de consumentenmarkt en voor de zakelijke markt. Hoewel de distributies uit veel gratis en opensourcesoftware bestaan, wordt Xandros Corporation wel bekritiseerd omdat het ook zelf ontwikkelde software die eigendom is van het bedrijf aan distributies heeft toegevoegd. 

### Distributies
De volgende commerciële distributies zijn door het bedrijf ontwikkeld:
- Xandros Desktop Home Edition
- Xandros Desktop Home Edition Premium
- Xandros Desktop Professional

De volgende, voorheen ontwikkelde, distributies zijn niet meer in gebruik:
- Xandros Open Circulation Edition (OCE)
- Xandros Desktop OS Standard Edition
- Xandros Desktop OS Deluxe Edition
- Xandros Desktop OS Surfside Edition

### Serverproducten
Xandros Desktop Management Server (xDMS) is een systeem waarmee eenvoudig repository's kunnen worden opgezet en specifieke Xandros Desktopconfiguraties binnen een grote organisatie kunnen worden geïnstalleerd.
Xandros Server is ontwikkeld voor het gebruik op servers. Officieel werd het op 25 april 2006 gelanceerd, tijdens de LinuxWorld Conference and Expo in Toronto. Op 1 mei 2006 werd het officieel voor de verkoop vrijgegeven. Xandros Server 2 is in mei 2007 op de markt gebracht.
Op 4 juni 2007 werd een "algemeen samenwerkingsverdrag" tussen Xandros Corporation en Microsoft aangekondigd. Hiermee wordt afgedekt dat er patenten zijn van Microsoft waarvan gebruik wordt gemaakt door distributies van Xandros. Microsoft heeft niet precies aangegeven om welke patenten het hier gaat. Zolang dit samenwerkingsverdrag bestaat, kunnen de distributies van Xandros waarschijnlijk niet onder de GNU GPL versie 3-licentie worden uitgegeven.
Xandros Corporation heeft prijzen gewonnen voor zijn producten, waaronder de LinuxWorld Conference and Expo's Best Front Office Solution, diverse goede recensies in bladen en ook de CNET Editor's Choice-prijs.